# Resolució 891 del Consell de Seguretat de les Nacions Unides
La Resolució 891 del Consell de Seguretat de les Nacions Unides fou adoptada per unanimitat el 20 de desembre de 1993. després de reafirmar les resolucions 812 (1993), 846 (1993) i 872 (1993) sobre la situació a Rwanda, el Consell va assenyalar que la presència de la Missió d'Observació de les Nacions Unides a Uganda i a Ruanda (UNOMUR) havia contribuït a l'estabilitat de la zona i va ampliar el seu mandat durant sis mesos més.
El Consell va assenyalar que la integració de la UNOMUR i la Missió d'Assistència de les Nacions Unides a Ruanda (UNAMIR) és únicament administrativa, de cap manera afectaria el mandat UNOMUR. Es va donar la benvinguda a la cooperació del Govern d'Uganda i es va instar a totes les autoritats civils i militars a l'àrea del mandat a cooperar amb la missió.